# 유속
유속은 하천이나 관로 따위에서 액체가 흐르는 속도이다.

## 측정
유속은 시간에 따라 다르기도 하며 하천이나 관로의 지점에 따라 다르다. 따라서 하천의 유속을 측정할 때는 여러 지점에서의 유속을 측정하여 수심에 따라 각기 다른 식을 이용한 평균유속을 잰다. 수심을 D라고 하면 평균유속은 다음 식들로 구한다.
| 측점 수 | 수심 범위(m) | 수면으로부터 관측지점                    | 평균유속 {\displaystyle {\bar {V}}}                                       |
| ------- | ------------ | ---------------------------------------- | ------------------------------------------------------------------------- |
| 1       | 0.3 - 0.6    | 0.6D                                     | {\displaystyle {\bar {V}}=V_{0.6D}}                                       |
| 2       | 0.6 - 3.0    | 0.2D, 0.8D                               | {\displaystyle {\bar {V}}=0.5(V_{0.2D}+V_{0.8D})}                         |
| 3       | 3.0 - 6.0    | 0.2D, 0.6D, 0.8D                         | {\displaystyle {\bar {V}}=0.25(V_{0.2D}+2V_{0.6D}+V_{0.8D})}              |
| 5       | 6.0 초과     | 0.3m, 0.2D, 0.6D, 0.8D 하상으로부터 0.3m | {\displaystyle {\bar {V}}=0.1(V_{S}+3V_{0.2D}+2V_{0.6D}+3V_{0.8D}+V_{B})} |

하천 횡방향으로는 소단면으로 나눈 뒤에 각 소단면마다 평균유속을 구한다.

## 계산
Manning 공식을 이용해 평균유속을 계산할 수 있다. 하도의 형태를 알고 있는 경우에 쓸 수 있는 간편한 방법이다. n은 조도 계수, R은 경심, I는 동수 경사라 할 때,
{\displaystyle {\bar {V}}={\frac {1}{n}}R^{\frac {2}{3}}I^{\frac {1}{2}}}
조도계수는 비교적 최근에 만들어진 하도에 대해서는 낮은 값을 쓰고, 오래된 하도에 대해서는 높은 값을 선택하면 된다.

## 같이 보기
- 유량 (물리량)

### 내용주
1. ↑  자유수면에서 강바닥까지 깊이

### 참조주
1. ↑  이재수 2018, 254쪽.
2. ↑  송재우 2012, 195쪽.
3. ↑  김경호 2010, 420쪽.
4. ↑  이재수 2018, 263쪽.

## 참고 문헌
- 이재수 (2018). 《수문학》 2판. 구미서관. ISBN 9788982252914.
- 송재우 (2012). 《수리학》 3판. 구미서관. ISBN 978-89-8225-857-2.
- 김경호 (2010). 《수리학》 1판. 한티미디어. ISBN 978-89-6421-019-2.